# 馬亞克 (尼科波爾區)
47°41′55″N 34°39′31″E / 47.69861°N 34.65861°E
馬亞克（羅馬化：Maiak）是烏克蘭中部的村莊，隸屬第聶伯羅彼得羅夫斯克州的尼科波爾區。該村處於托馬基夫卡河右岸，分別距離馬克西米夫卡1.5公里和韋謝拉費多里夫卡3公里，海拔高度30米，2001年人口31。
2025年4月21日，乌克兰内阁决定将马亚克由镇降级为村。